# Beatus d'Osma
El Beatus d'Osma és un manuscrit il·luminat que conté el comentari a l'Apocalipsi de Beat de Liébana. Està datat el 1086. Es conserva al tresor de la catedral de Burgo de Osma amb la signatura Cod. 1.

## Descripció
El còdex consta de 166 folis de pergamí de 360 x 225 mm., escrits a doble columna en lletra visigòtica. Conté 71 miniatures. L'escriba és anomenat Petrus i l'il·luminador Martinus, tot i que es pensa que algunes il·lustracions estan fetes per una altra mà. No hi ha notícies exactes sobre el scriptorium on s'hauria produït, tot i que seria lleonès, potser Sahagún. Tot i que la lletra encara és visigòtica, l'estil pictòric ja mostra una innovació d'estil romànic. Cal tenir en compte que en aquella època l'abat de Sahagún era Bernat de Sedirac, monjo cluniacenc francès, que després seria arquebisbe de Toledo, cosa que pot explicar l'estil innovador.
Els retrats dels personatges són molt característics, amb galtes vermelles i llargs braços que acaben en unes mans amb uns dits extremadament llargs. És única la presentació de la meretriu de Babilònia nua (fol. 145v)

## Història
El beatus està datat el 3 de juny de 1086 com a data d'acabament. Potser hauria estat al monestir de Carracedo, tal com sembla indicar una notícia de 1203. A principis del segle xiv ja consta com a inventariat a la Catedral de Burgo de Osma, on ha restat fins a l'actualitat.

## Galeria

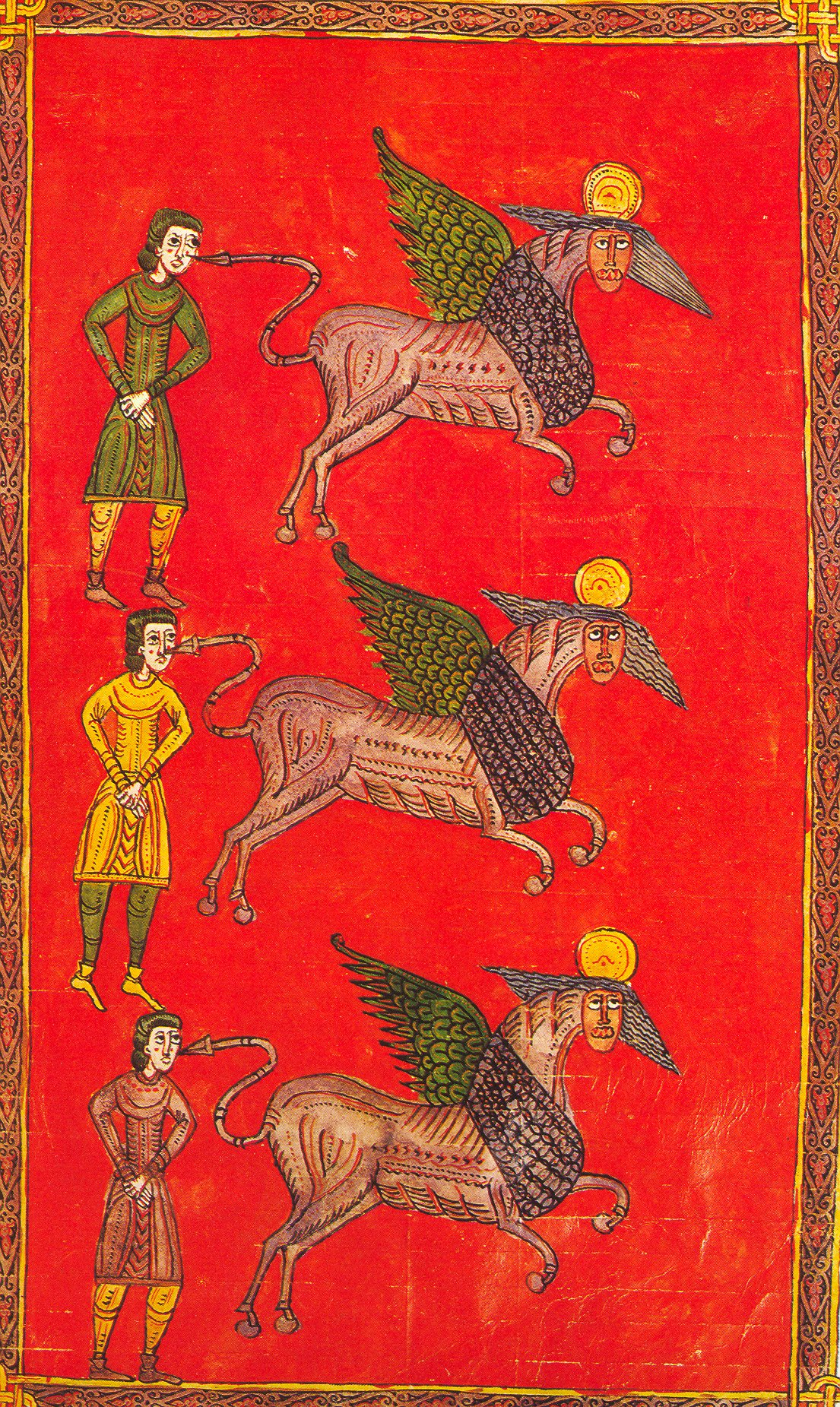
Foli 108; la cinquena trompeta
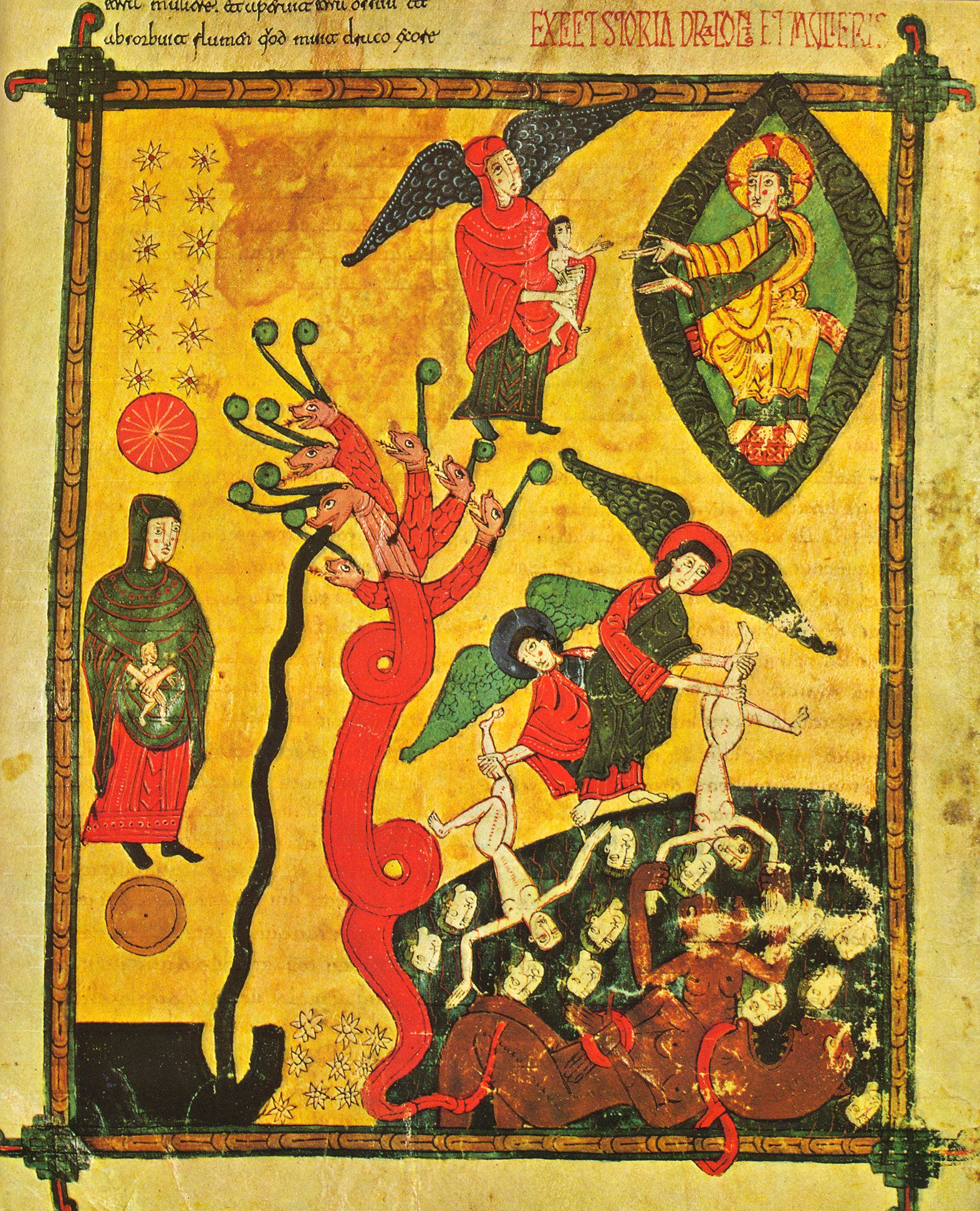
Foli 117v; la dona i el drac
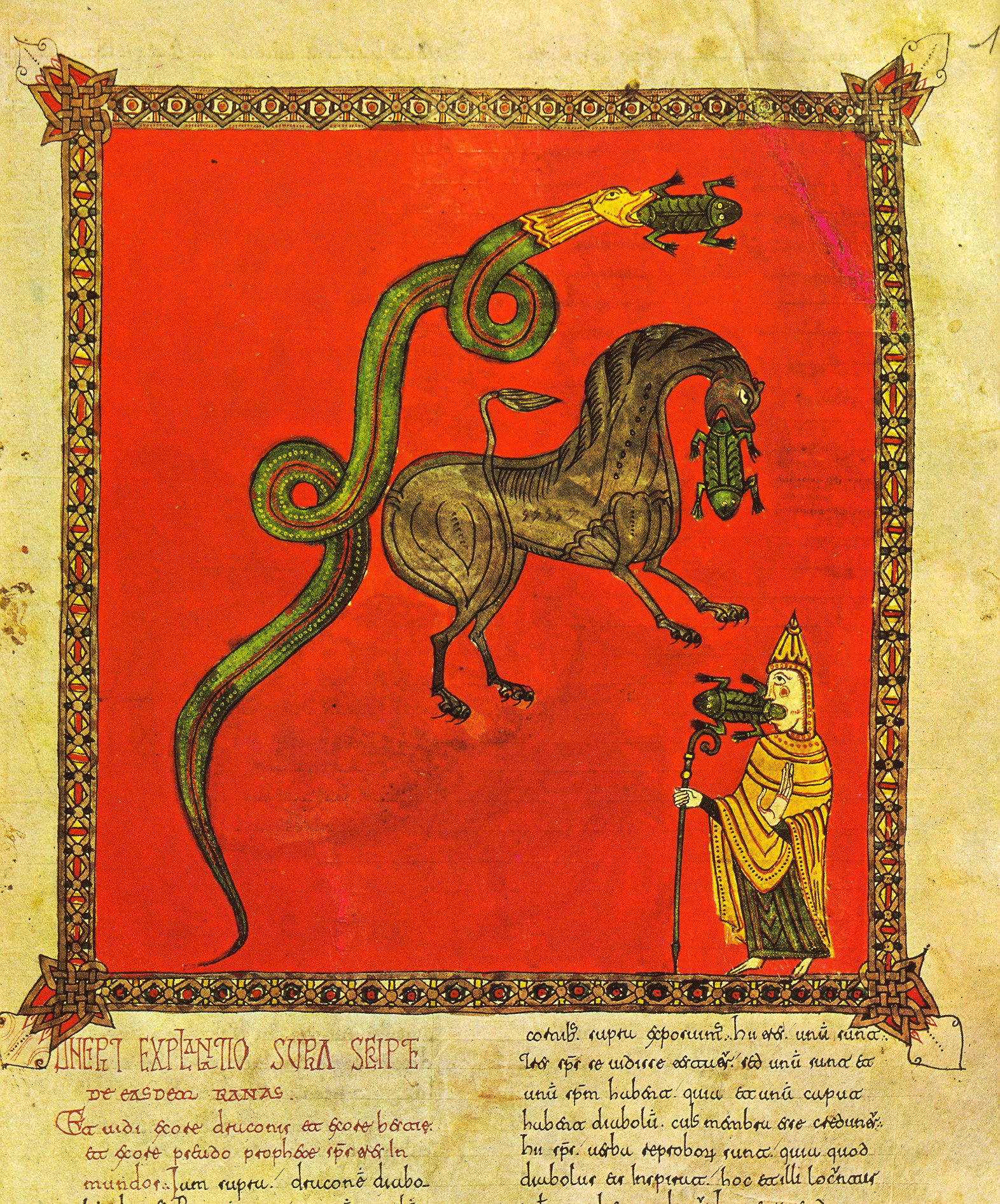
Foli 139; les granotes
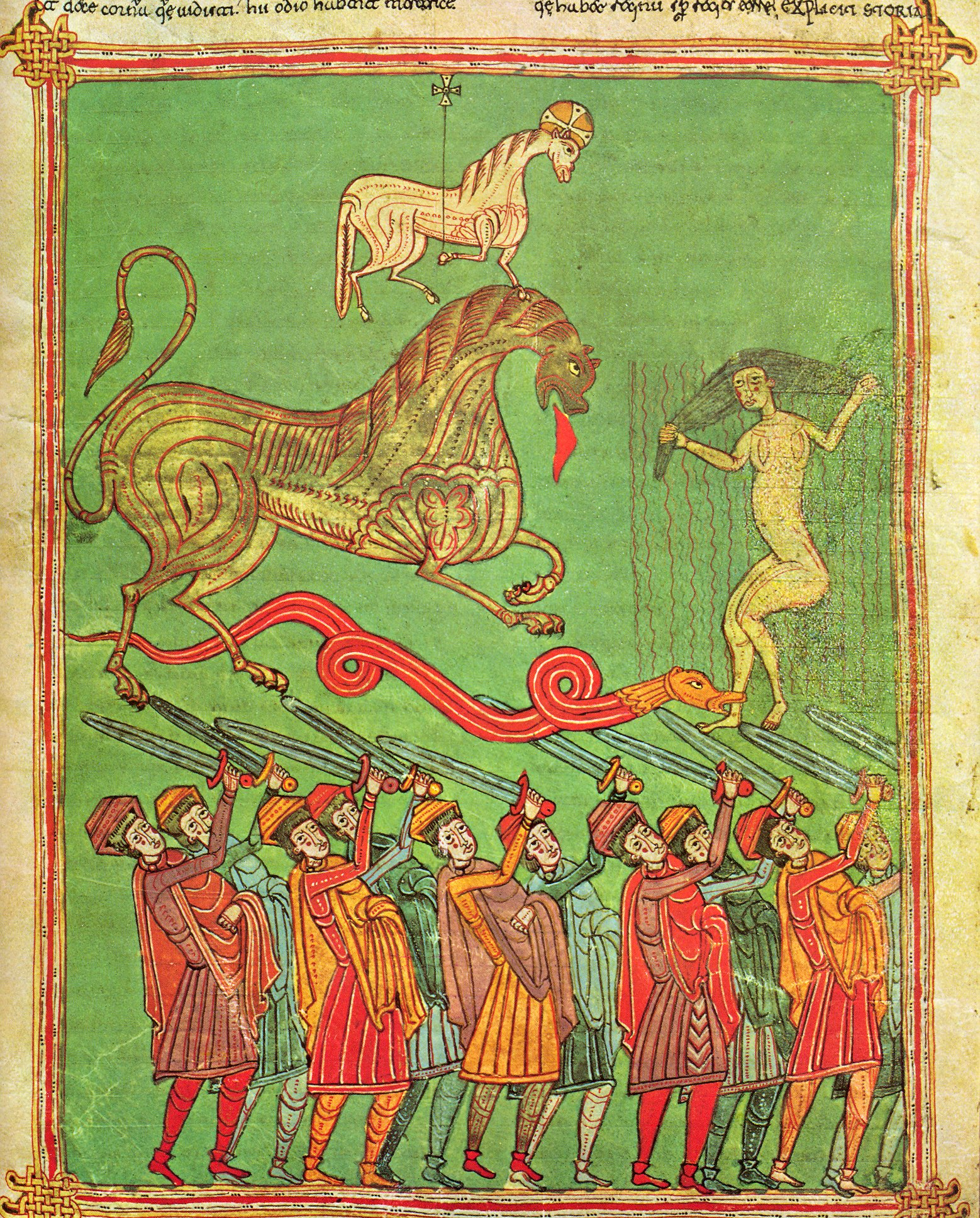
Foli 145v; la victòria de l'Anyell sobre la bèstia
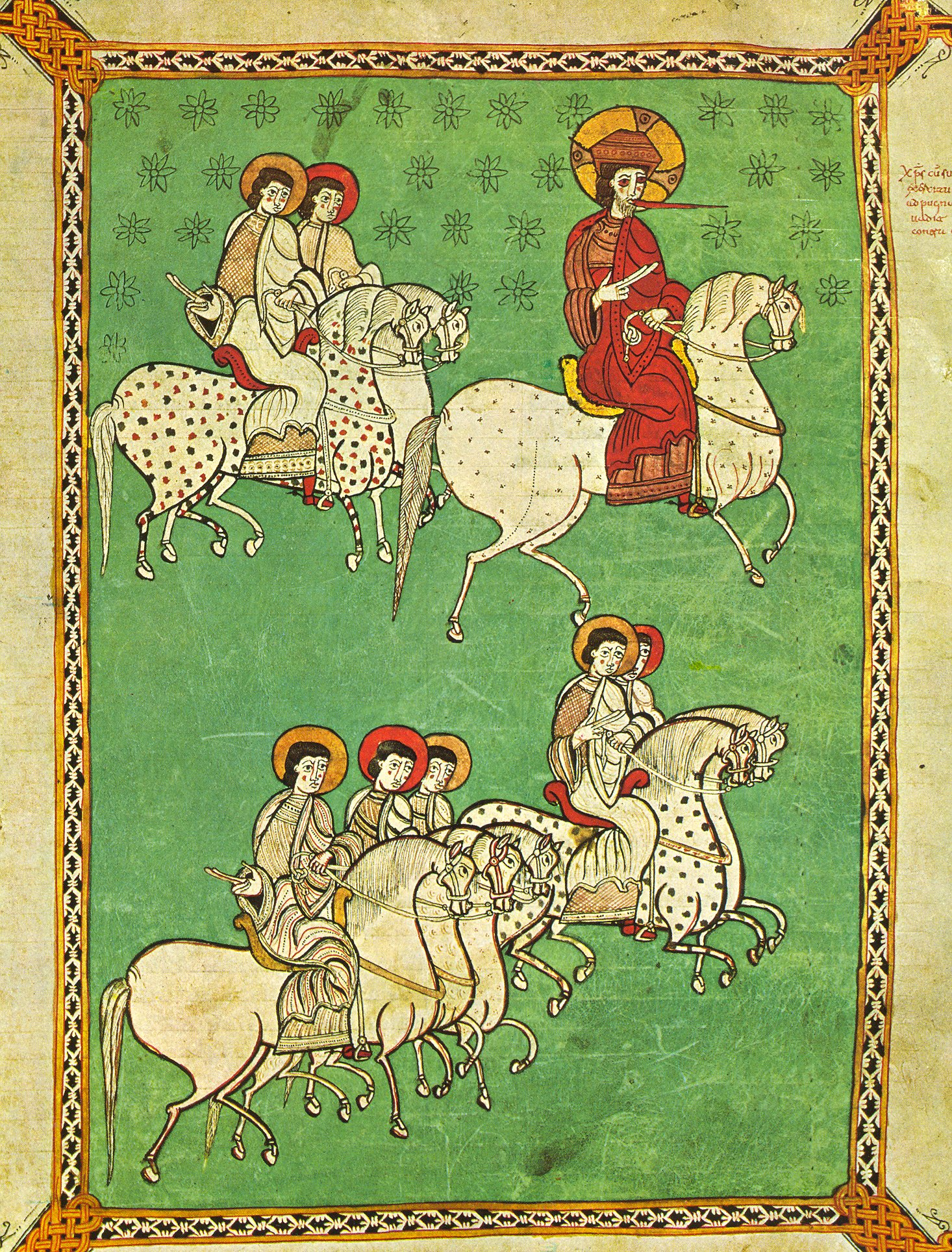
Foli 151; Crist vencedor
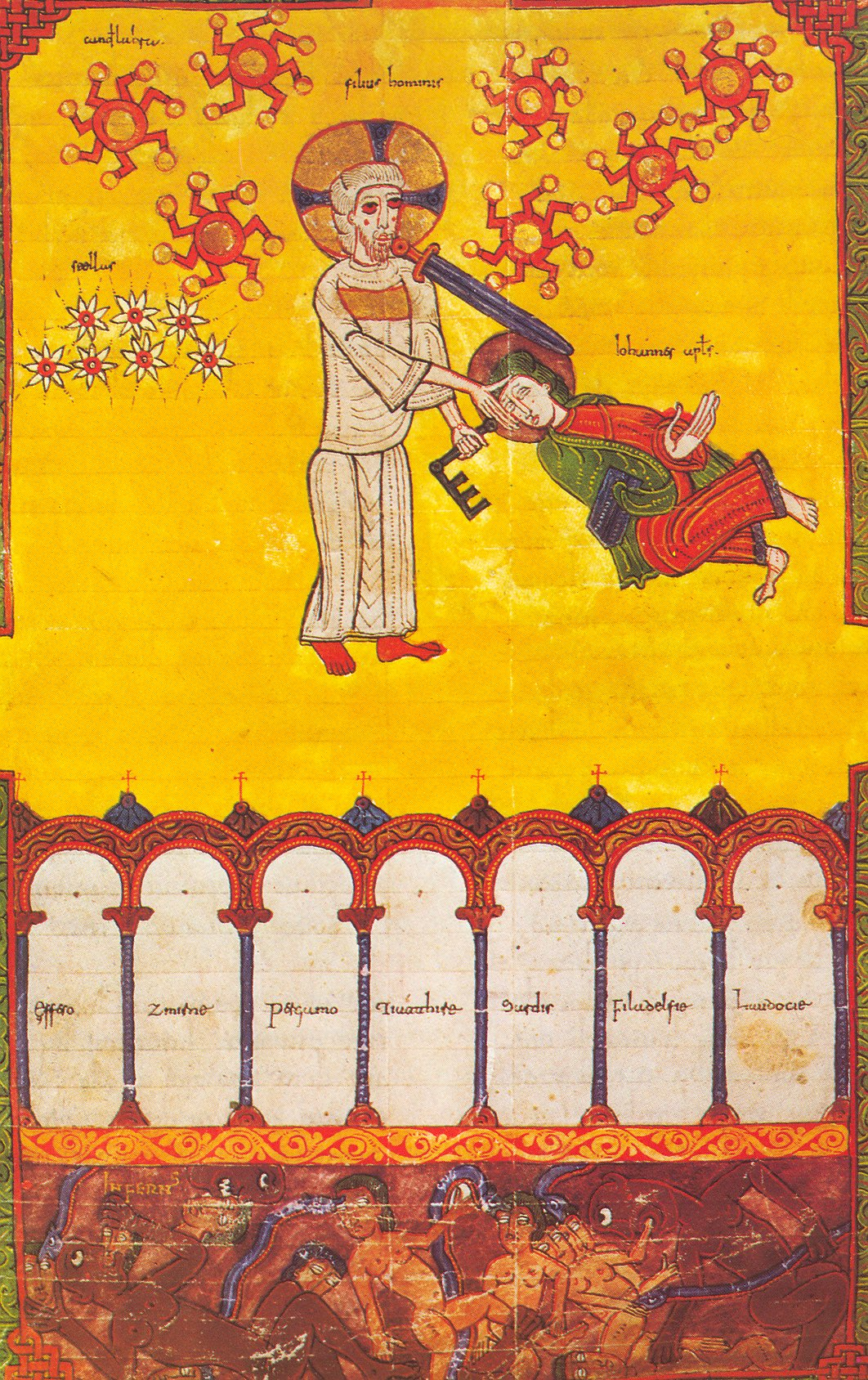
Foli 23; teofania
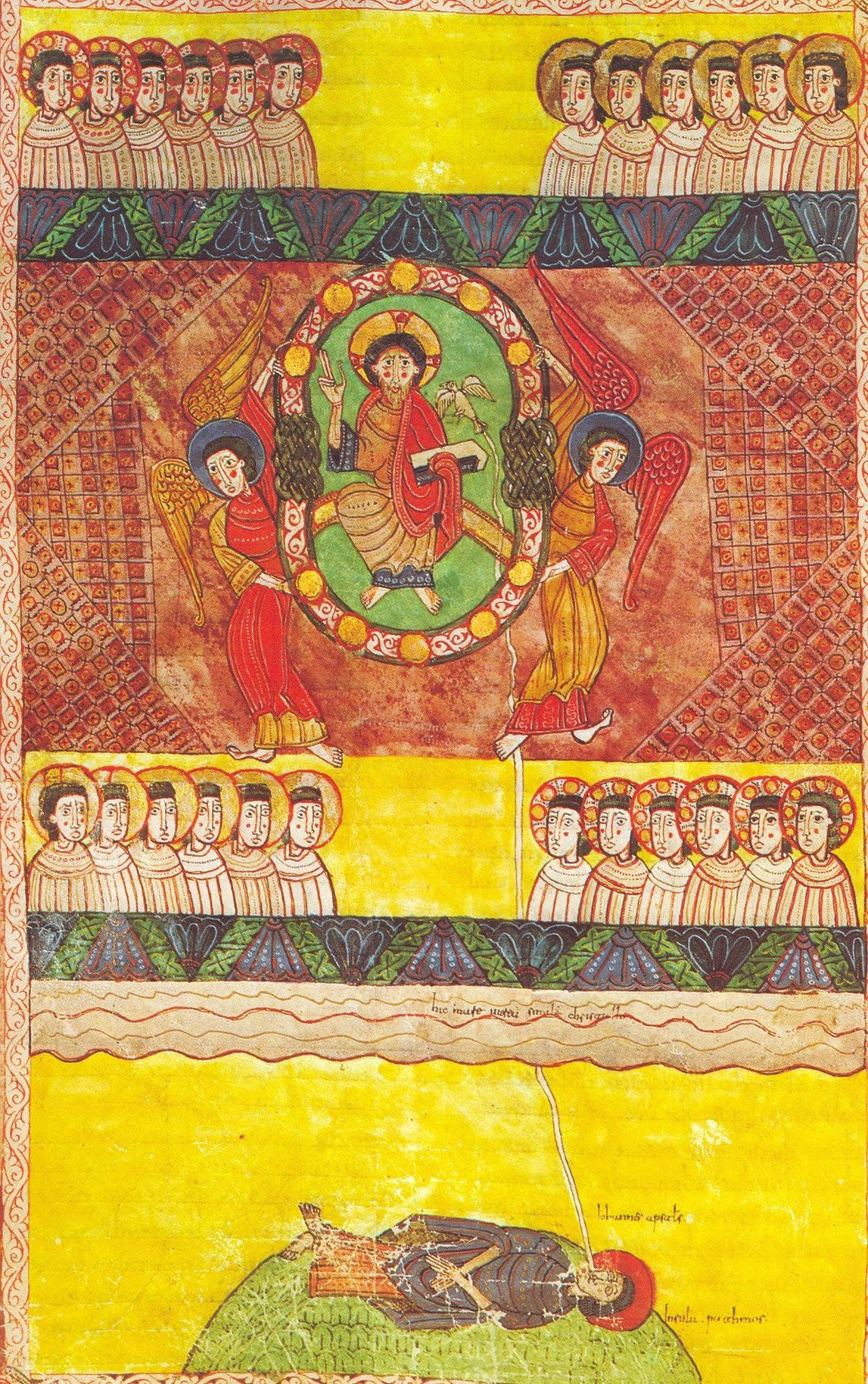
70v; gran teofania
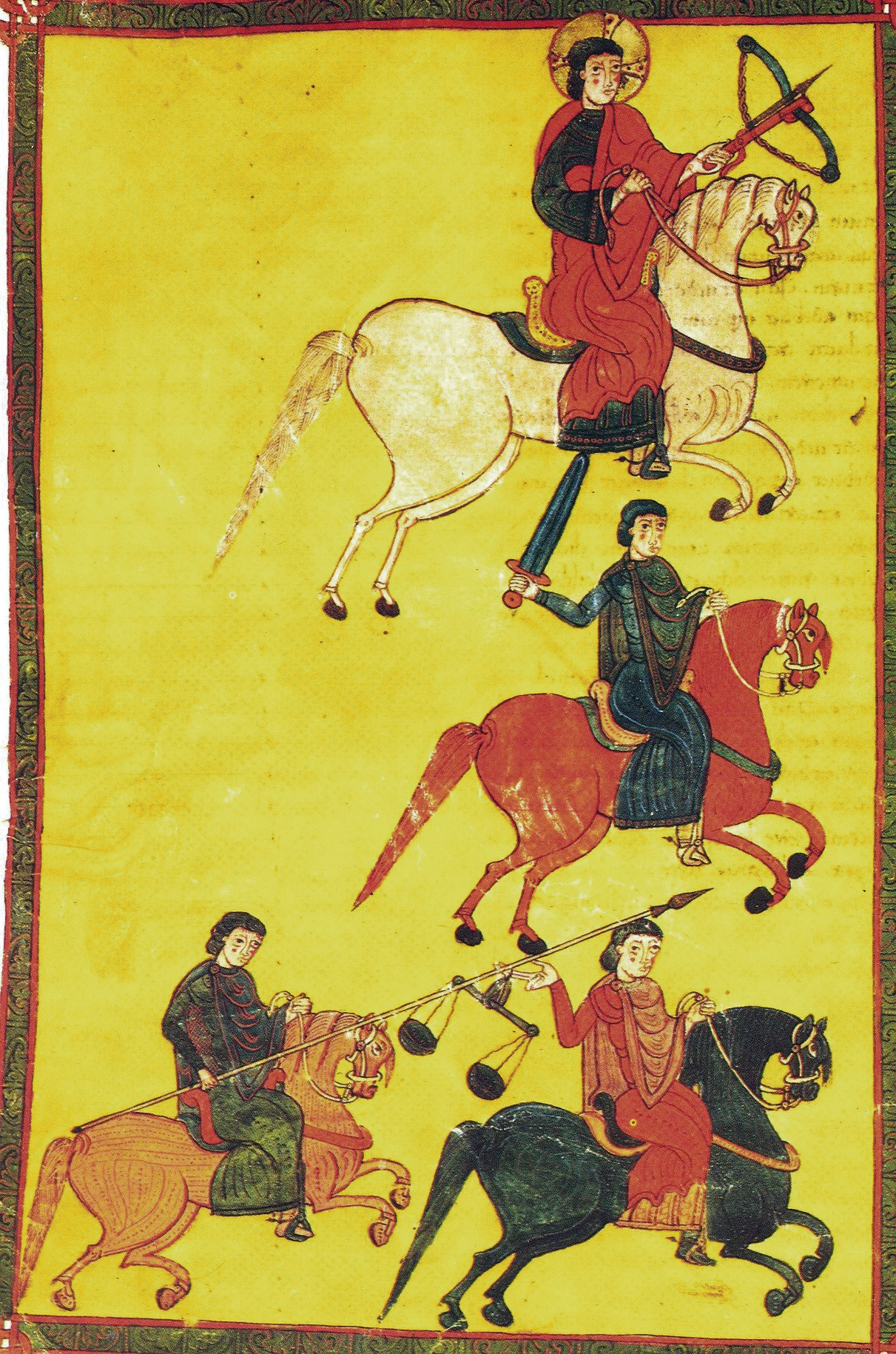
Foli 85v; els quatre genets
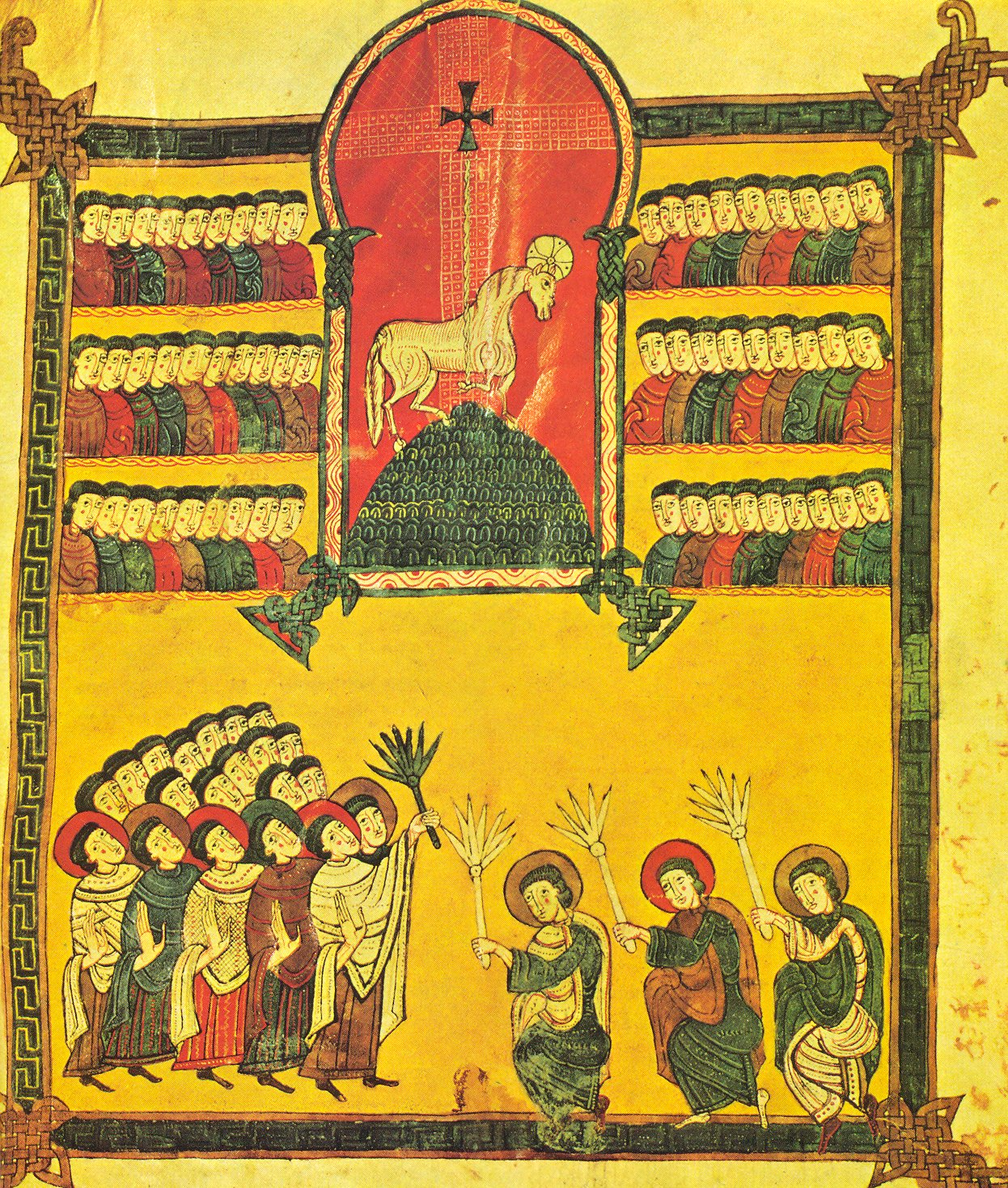
Foli 92v; els escollits
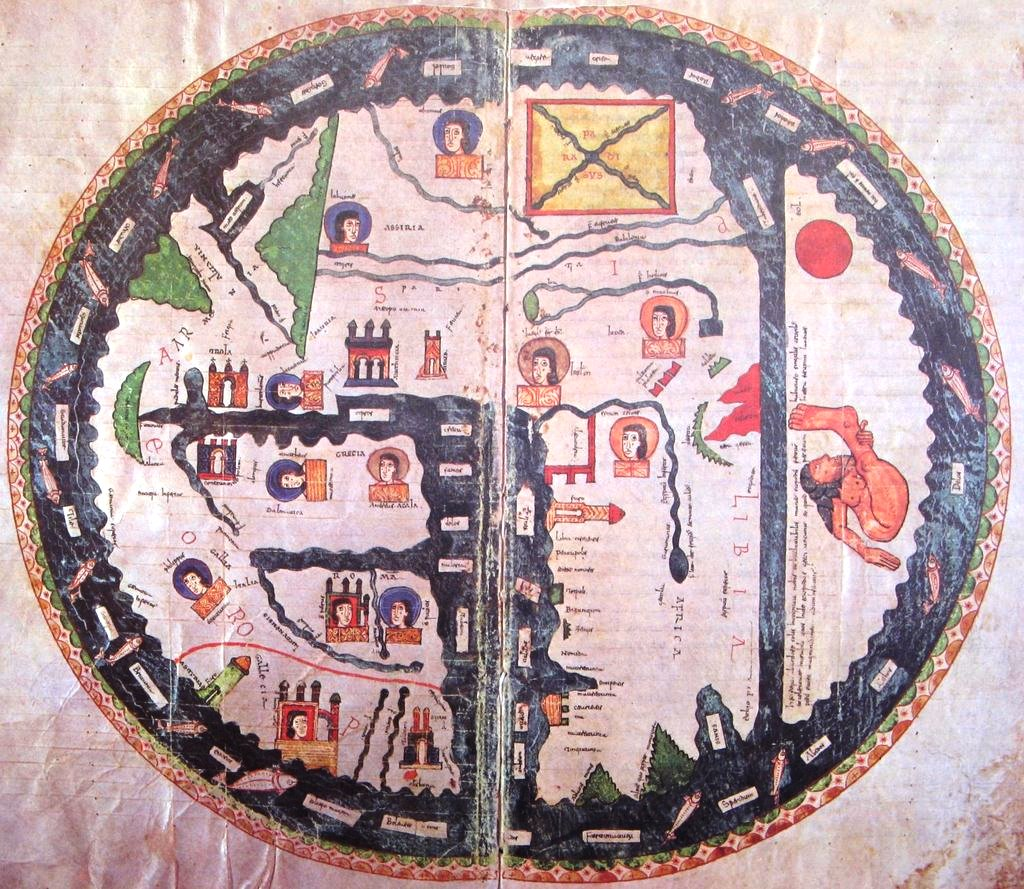
Foli 34v-35r; Mapamundi